# Abū ‘Uthmān al-Maghribī
Abū ‘Uthmān al-Maghribī était un maître spirituel soufi originaire d'Afrique du nord qui se singularisa par sa méthode spirituelle, séjourna à La Mecque et finit ses jours à Nichapur en 983,. Selon Farid al-din Attar, il serait né en 857, si bien qu'il aurait vécu jusqu'à l'âge de 130 ans.
Les sources divergent quant à son lieu de naissance : il serait né en Tunisie, à Kairouan, ou bien à Agrigente. Il a quitté le Maghreb pour l'Égypte puis La Mecque avant de s'établir à Nichapur, dans le Khorasan, où est sa tombe. 
Il préférait l'isolement à la foule et pratiquait l'ascèse. Sa vie nous est connue principalement par Le mémorial des saints de Farid al-din Attar.